# Flirtea clypeata
Flirtea clypeata is een hooiwagen uit de familie Cosmetidae.